# Синглетное состояние
Синглетное состояние или синглет — это система из двух частиц, суммарный спин которых равен 0. Комбинируя пару из частиц, каждая из которых обладает спином 1/2, мы можем получить три собственных состояния с суммарным спином 1 (триплет) и одно состояние с суммарным спином 0, которое называется синглет. В теоретической физике термином синглет обычно обозначают одномерное представление (например, частица с нулевым спином). Также этим термином могут обозначать две и более частицы, полученные в спутанном состоянии, с общим моментом импульса равным нулю. Синглет и подобные ему термины часто встречаются в атомной и ядерной физике для описания суммарного спина некоторого числа частиц.
Спин одиночного электрона равен 1/2. Такая система имеет суммарный спин равный 1/2 и называется дублет. Практически все случаи дублетов в природе возникают из вращательной симметрии: спин 1/2 относится к фундаментальным представлениям группы Ли SU(2) — группы, которая определяет симметрию вращения в трехмерном пространстве. Мы можем найти спин такой системы, используя оператор {\displaystyle {\vec {S}}^{2}}, и как результат всегда получим {\displaystyle \hbar ^{2}\,(1/2)\,(1/2+1)=(3/4)\,\hbar ^{2}} (или спин 1/2), поскольку разнонаправленные спины являются собственными состояниями (собственными функциями) этого оператора с тем же самым собственным значением. Аналогичным образом для системы из двух электронов мы можем посчитать спин используя оператор {\displaystyle \left({\vec {S}}_{1}+{\vec {S}}_{2}\right)^{2}}, где {\displaystyle {\vec {S}}_{1}} соответствует первому электрону, а {\displaystyle {\vec {S}}_{2}} второму. Однако, поскольку два электрона возможно скомбинировать четырьмя возможными способами, то в этом случае мы можем получить два возможных спина, представляющих собой два возможных собственные значения полного оператора спина — 0 и 1. Каждое из этих собственных значений соответствует набору собственных состояний или собственных функций. Говоря в терминах квантовой механики, это спиновые функции для двухэлектронной системы, полученные линейной комбинацией спиновых функций электронов α=+1/2ħ и β=—1/2ħ. Так, например, функция
{\displaystyle \chi _{3}={\frac {1}{\sqrt {2}}}[\alpha (1)\beta (2)+\alpha (2)\beta (1)]}
— симметричная спиновая функция, тогда как функция
{\displaystyle \chi _{4}={\frac {1}{\sqrt {2}}}[\alpha (1)\beta (2)-\alpha (2)\beta (1)]}
— антисимметрична.
Таким образом можно получить три симметричные функции с полным спиновым квантовым числом S=1 и одну антисимметричную функцию с S=0. Набор со спином равным 0 называется синглет, содержит одно собственное состояние (см. ниже), а спин равный 1, называемый триплет, содержит три возможных собственных состояния. В обозначениях Дирака эти собственные состояния записываются как:
{\displaystyle \left.{\begin{array}{ll}|1,1\rangle &=\;\uparrow \uparrow \\|1,0\rangle &=\;(\uparrow \downarrow +\downarrow \uparrow )/{\sqrt {2}}\\|1,-1\rangle &=\;\downarrow \downarrow \end{array}}\right\}\quad s=1\quad \mathrm {(triplet)} }
{\displaystyle \left.|0,0\rangle =(\uparrow \downarrow -\downarrow \uparrow )/{\sqrt {2}}\;\right\}\quad s=0\quad \mathrm {(singlet)} }
Выражаясь более математическим языком, можно сказать, что тензорное произведение двух дублетных представлений может быть разложено в сумму присоединённого представления (триплет) и тривиальное представление (синглет).
Пара электронов, находящаяся в синглетном состоянии, обладает многими любопытными свойствами и играет фундаментальную роль в парадоксе Эйнштейна — Подольского — Розена и квантовой запутанности.